# Jérémy Lempereur
Jérémy Georges Henri Lempereur (Saint Nazaire, Francia, 29 de noviembre de 1987), conocido como Jérémy, es un futbolista francés. Juega como centrocampista y su actualmente juega en el Charco del Pino.

## Trayectoria
Es un centrocampista formado en las categorías inferiores del Racing de Lens y tras pasar por varios equipos de categorías menores en Francia, en 2010 llega a España para jugar con el primer equipo de la A.D. Alcorcón, el 12 de agosto de 2011 ficha la la UD Salamanca.

## Clubes
| Club               | País    | Años      |
| ------------------ | ------- | --------- |
| Racing de Lens     | Francia | 2006-2008 |
| Sporting Club Albi | Francia | 2008-2009 |
| Arras Football     | Francia | 2009-2010 |
| A.D. Alcorcón      | España  | 2010-2011 |
| UD Salamanca       | España  | 2011-2012 |
| CD Tenerife        | España  | 2012-2013 |